# Lista de Pueblos Mágicos
Pueblos mágicos ("povoações mágicas") é um programa desenvolvido pela Secretaria de Turismo do México [es] do México em conjunto com diversas instâncias governamentais, que reconhece às localidades do país em que destaca o seu resguardo à sua riqueza cultural.

## Mapa
| · Lista de Pueblos Mágicos (México) Localização das 121 cidades mágicas do México. |

## Pueblos considerados no programa
| Número | Imagem | Cidade                                                            | Estado              | Data de inscrição                                                        |
| ------ | ------ | ----------------------------------------------------------------- | ------------------- | ------------------------------------------------------------------------ |
| 1      |        | Aculco de Espinoza                                                | México              | 25 de setembro de 2015                                                   |
| 2      |        | Álamos                                                            | Sonora              | 2005                                                                     |
| 3      |        | Amealco de Bonfil                                                 | Querétaro           | 11 de outubro de 2018                                                    |
| 4      |        | Aquismón                                                          | San Luis Potosí     | 11 de outubro de 2018                                                    |
| 5      |        | Arteaga                                                           | Coahuila            | 2012                                                                     |
| 6      |        | Atlixco                                                           | Puebla              | 25 de setembro de 2015                                                   |
| 7      |        | Bacalar                                                           | Quintana Roo        | 2006                                                                     |
| 8      |        | Batopilas                                                         | Chihuahua           | 2012                                                                     |
| 9      |        | Bernal                                                            | Querétaro           | 2005                                                                     |
| 10     |        | Bustamante                                                        | Nuevo León          | 11 de outubro de 2018                                                    |
| 11     |        | Cadereyta de Montes                                               | Querétaro           | 2011                                                                     |
| 12     |        | Calvillo                                                          | Aguascalientes      | 2012                                                                     |
| 13     |        | Candela                                                           | Coahuila            | 25 de setembro de 2015                                                   |
| 14     |        | Capulálpam de Méndez                                              | Oaxaca              | 2007                                                                     |
| 15     |        | Casas Grandes                                                     | Chihuahua           | 25 de setembro de 2015                                                   |
| 16     |        | Chiapa de Corzo                                                   | Chiapas             | 2012                                                                     |
| 17     |        | Chignahuapan                                                      | Puebla              | 2012                                                                     |
| 18     |        | Cholula (San Pedro y San Andrés)                                  | Puebla              | 2012                                                                     |
| 19     |        | Coatepec                                                          | Veracruz            | 2006                                                                     |
| 20     |        | Comala                                                            | Colima              | 2002                                                                     |
| 21     |        | Comitán de Domínguez                                              | Chiapas             | 2012                                                                     |
| 22     |        | Comonfort                                                         | Guanajuato          | 11 de outubro de 2018                                                    |
| 23     |        | Compostela                                                        | Nayarit             | 11 de outubro de 2018                                                    |
| 24     |        | Cosalá                                                            | Sinaloa             | 2005                                                                     |
| 25     |        | Coscomatepec de Bravo                                             | Veracruz            | 25 de setembro de 2015                                                   |
| 26     |        | Creel                                                             | Chihuahua           | 2007                                                                     |
| 27     |        | Cuatrociénegas de Carranza                                        | Coahuila            | 2012                                                                     |
| 28     |        | Cuetzalan                                                         | Puebla              | 2002                                                                     |
| 29     |        | Cuitzeo del Porvenir                                              | Michoacán           | 2006                                                                     |
| 30     |        | Dolores Hidalgo                                                   | Guanajuato          | 2002                                                                     |
| 31     |        | El Fuerte                                                         | Sinaloa             | 2009                                                                     |
| 32     |        | El Oro de Hidalgo                                                 | México              | 2011                                                                     |
| 33     |        | El Rosario                                                        | Sinaloa             | 2012                                                                     |
| 34     |        | Guadalupe                                                         | Zacatecas           | 11 de outubro de 2018                                                    |
| 35     |        | Guerrero                                                          | Coahuila            | 25 de setembro de 2015                                                   |
| 36     |        | Huamantla                                                         | Tlaxcala            | 2007                                                                     |
| 37     |        | Huasca de Ocampo                                                  | Hidalgo             | 2001                                                                     |
| 37     |        | Huauchinango                                                      | Puebla              | 25 de setembro de 2015                                                   |
| 39     |        | Huautla de Jiménez                                                | Oaxaca              | 25 de setembro de 2015                                                   |
| 40     |        | Huichapan                                                         | Hidalgo             | 2012                                                                     |
| 41     |        | Isla Mujeres                                                      | Quintana Roo        | 25 de setembro de 2015                                                   |
| 42     |        | Ixtapan de la Sal                                                 | México              | 25 de setembro de 2015                                                   |
| 43     |        | Izamal                                                            | Yucatán             | 2002                                                                     |
| 44     |        | Jala                                                              | Nayarit             | 2012                                                                     |
| 45     |        | Jalpa de Cánovas                                                  | Guanajuato          | 2012                                                                     |
| 46     |        | Jalpan de Serra                                                   | Querétaro           | 2010                                                                     |
| 47     |        | Jerez de García Salinas                                           | Zacatecas           | 2007                                                                     |
| 48     |        | Jiquilpan de Juárez                                               | Michoacán           | 2012                                                                     |
| 49     |        | Lagos de Moreno                                                   | Jalisco             | 2012                                                                     |
| 50     |        | Linares                                                           | Nuevo León          | 25 de setembro de 2015                                                   |
| 51     |        | Loreto                                                            | Baja California Sur | 2012                                                                     |
| 52     |        | Magdalena de Kino                                                 | Sonora              | 2012                                                                     |
| 53     |        | Malinalco                                                         | México              | 2010                                                                     |
| 54     |        | Mapimí                                                            | Durango             | 2012                                                                     |
| 55     |        | Mascota                                                           | Jalisco             | 25 de setembro de 2015                                                   |
| 56     |        | Mazamitla                                                         | Jalisco             | 2005                                                                     |
| 57     |        | Mazunte                                                           | Oaxaca              | 25 de setembro de 2015                                                   |
| 58     |        | Metepec                                                           | México              | 2012                                                                     |
| 59     |        | Mier                                                              | Tamaulipas          | 2007                                                                     |
| 60     |        | Mineral de Angangueo                                              | Michoacán           | 2012                                                                     |
| 61     |        | Mineral de Pozos (San Pedro de los Pozos)                         | Guanajuato          | 2012                                                                     |
| 62     |        | Mineral del Chico                                                 | Hidalgo             | 2011                                                                     |
| 63     |        | Mineral del Monte (Real del Monte)                                | Hidalgo             | 2004                                                                     |
| 64     |        | Mocorito                                                          | Sinaloa             | 25 de setembro de 2015                                                   |
| 65     |        | Nochistlán de Mejía                                               | Zacatecas           | 2012                                                                     |
| 66     |        | Nombre de Dios                                                    | Durango             | 11 de outubro de 2018                                                    |
| 67     |        | Orizaba                                                           | Veracruz            | 25 de setembro de 2015                                                   |
| 68     |        | Pahuatlán de Valle                                                | Puebla              | 2012                                                                     |
| 69     |        | Palenque                                                          | Chiapas             | 25 de setembro de 2015                                                   |
| 70     |        | Palizada                                                          | Campeche            | 2010                                                                     |
| 71     |        | Papantla de Olarte                                                | Veracruz            | Declarado em 2006, em 2009 retirou-se da categoria recuperando-a em 2012 |
| 72     |        | Parras de la Fuente                                               | Coahuila            | 2004                                                                     |
| 73     |        | Pátzcuaro                                                         | Michoacán           | 2002                                                                     |
| 74     |        | Pinos                                                             | Zacatecas           | 2012                                                                     |
| 75     |        | Real de Asientos                                                  | Aguascalientes      | 2006                                                                     |
| 76     |        | Real de Catorce                                                   | San Luis Potosí     | 2001                                                                     |
| 77     |        | Salvatierra                                                       | Guanajuato          | 2012                                                                     |
| 78     |        | San Cristóbal de las Casas                                        | Chiapas             | 2003                                                                     |
| 79     |        | San Joaquín                                                       | Querétaro           | 25 de setembro de 2015                                                   |
| 80     |        | San José de Gracia                                                | Aguascalientes      | 25 de setembro de 2015                                                   |
| 81     |        | San Pablo Villa de Mitla                                          | Oaxaca              | 25 de setembro de 2015                                                   |
| 82     |        | San Pedro y San Pablo Teposcolula                                 | Oaxaca              | 25 de setembro de 2015                                                   |
| 83     |        | San Sebastián del Oeste                                           | Jalisco             | 2011                                                                     |
| 84     |        | Santa Clara del Cobre                                             | Michoacán           | 2010                                                                     |
| 85     |        | Santa Rosa de Múzquiz(Melchor Múzquiz)                            | Coahuila            | 11 de outubro de 2018                                                    |
| 86     |        | Santiago                                                          | Nuevo León          | 2006                                                                     |
| 87     |        | Sayulita                                                          | Nayarit             | 25 de setembro de 2015                                                   |
| 88     |        | Sombrerete                                                        | Zacatecas           | 2012                                                                     |
| 89     |        | Tacámbaro de Codallos                                             | Michoacán           | 2012                                                                     |
| 90     |        | Talpa de Allende                                                  | Jalisco             | 25 de setembro de 2015                                                   |
| 91     |        | Tapalpa                                                           | Jalisco             | 2002                                                                     |
| 92     |        | Tapijulapa                                                        | Tabasco             | 2010                                                                     |
| 93     |        | Taxco de Alarcón                                                  | Guerrero            | 2002                                                                     |
| 94     |        | Tecate                                                            | Baja California     | 2012                                                                     |
| 95     |        | Tecozautla                                                        | Hidalgo             | 25 de setembro de 2015                                                   |
| 96     |        | Teotihuacán (Teotihuacán de Arista y San Martín de las Pirámides) | México              | 25 de setembro de 2015                                                   |
| 97     |        | Tepotzotlán                                                       | México              | 2002                                                                     |
| 98     |        | Tepoztlán                                                         | Morelos             | Declarado em 2001, em 2009 retirou-se da categoria recuperando-a em 2010 |
| 99     |        | Tequila                                                           | Jalisco             | 2003                                                                     |
| 100    |        | Tequisquiapan                                                     | Querétaro           | 2012                                                                     |
| 101    |        | Teúl de González Ortega                                           | Zacatecas           | 2011                                                                     |
| 102    |        | Tlalpujahua de Rayón                                              | Michoacán           | 2005                                                                     |
| 103    |        | Tlaquepaque                                                       | Jalisco             | 11 de outubro de 2018                                                    |
| 104    |        | Tlatlauquitepec                                                   | Puebla              | 2012                                                                     |
| 105    |        | Tlaxco                                                            | Tlaxcala            | 25 de setembro de 2015                                                   |
| 106    |        | Tlayacapan                                                        | Morelos             | 2011                                                                     |
| 107    |        | Todos Santos                                                      | Baja California Sur | 2006                                                                     |
| 108    |        | Tula                                                              | Tamaulipas          | 2011                                                                     |
| 109    |        | Tulum                                                             | Quintana Roo        | 25 de setembro de 2015                                                   |
| 110    |        | Tzintzuntzan                                                      | Michoacán           | 2012                                                                     |
| 111    |        | Valladolid                                                        | Yucatán             | 2012                                                                     |
| 112    |        | Valle de Bravo                                                    | México              | 2005                                                                     |
| 113    |        | Viesca                                                            | Coahuila            | 2012                                                                     |
| 114    |        | Villa del Carbón                                                  | México              | 25 de setembro de 2015                                                   |
| 115    |        | Xico                                                              | Veracruz            | 2011                                                                     |
| 116    |        | Xicotepec de Juárez                                               | Puebla              | 2012                                                                     |
| 117    |        | Xilitla                                                           | San Luis Potosí     | 2011                                                                     |
| 118    |        | Yuriria                                                           | Guanajuato          | 2012                                                                     |
| 119    |        | Zacatlán de las Manzanas                                          | Puebla              | 2011                                                                     |
| 120    |        | Zimapan                                                           | Hidalgo             | 11 de outubro de 2018                                                    |
| 121    |        | Zozocolco de Hidalgo                                              | Veracruz            | 25 de setembro de 2015                                                   |